# Le ragioni del cuore (singolo)
Le ragioni del cuore è un singolo del cantautore italiano Raf, pubblicato nel 2012 come primo estratto dalla raccolta omonima.

## Classifiche
| Classifica (2012) | Posizione massima |
| ----------------- | ----------------- |
| Italia            | 49                |